# Усяжа (Смолевичский район)
Усяжа (бел. Уся́жа) — агрогородок в Смолевичском районе Минской области Беларуси. В составе Усяжского сельсовета.

## География
Расположен в 13 километрах от железнодорожной станции Смолевичи на линии Минск – Орша и автомобильной дороге Смолевичи – Логойск.
Пролегает дорога Р59.

### Гидрография
Река Усяжа.

## Этимология
Название населенный пункт получил от имени реки Усяжи, около которой основан.

## История
В 1712 году упоминается как деревня в составе имения Прилепы, собственности Киевского митрополита, в Минском воеводстве Великого Княжества Литовского.
В 1886 году — село в Острошицко-Городейской волости Минского повета, 22 двора, 180 жителей, действовала православная церковь.
Согласно переписи 1897 года, деревня Казенная Усяжа, 40 домов, 259 жителей, работала водяная мельница.
В 1909 году деревня Усяжа Городская в Острошицко-Городецкой волости Минского уезда Минской губернии.
В начале 1930 годов здесь находился колхоз «Ново-Усяжский», действовали водяная мельница и кузня.
В октябре 1943 года гитлеровцы частично сожгли деревню и погубили 48 жителей.
До 16 декабря 2009 года деревня входила в состав Прилепского сельсовета.
В 2010 году деревня Усяжа преобразована в агрогородок.

## Население

### Численность
- 1996 год — 490 жителей, 158 дворов

### Динамика
- 1886 год — 180 жителей, 22 двора
- 1897 год — 259 жителей, 40 домов
- 1909 год — 85 жителей, 16 дворов[4]
- 1996 год — 490 жителей, 158 дворов

## Инфраструктура
- Детский сад
- Фельдшерско-акушерский пункт
- Торговые объекты

## Экономика
Ферма по доращиванию крупного рогатого скота «Усяжа» хозяйства «Смолевичский райагросервис».

## Галерея

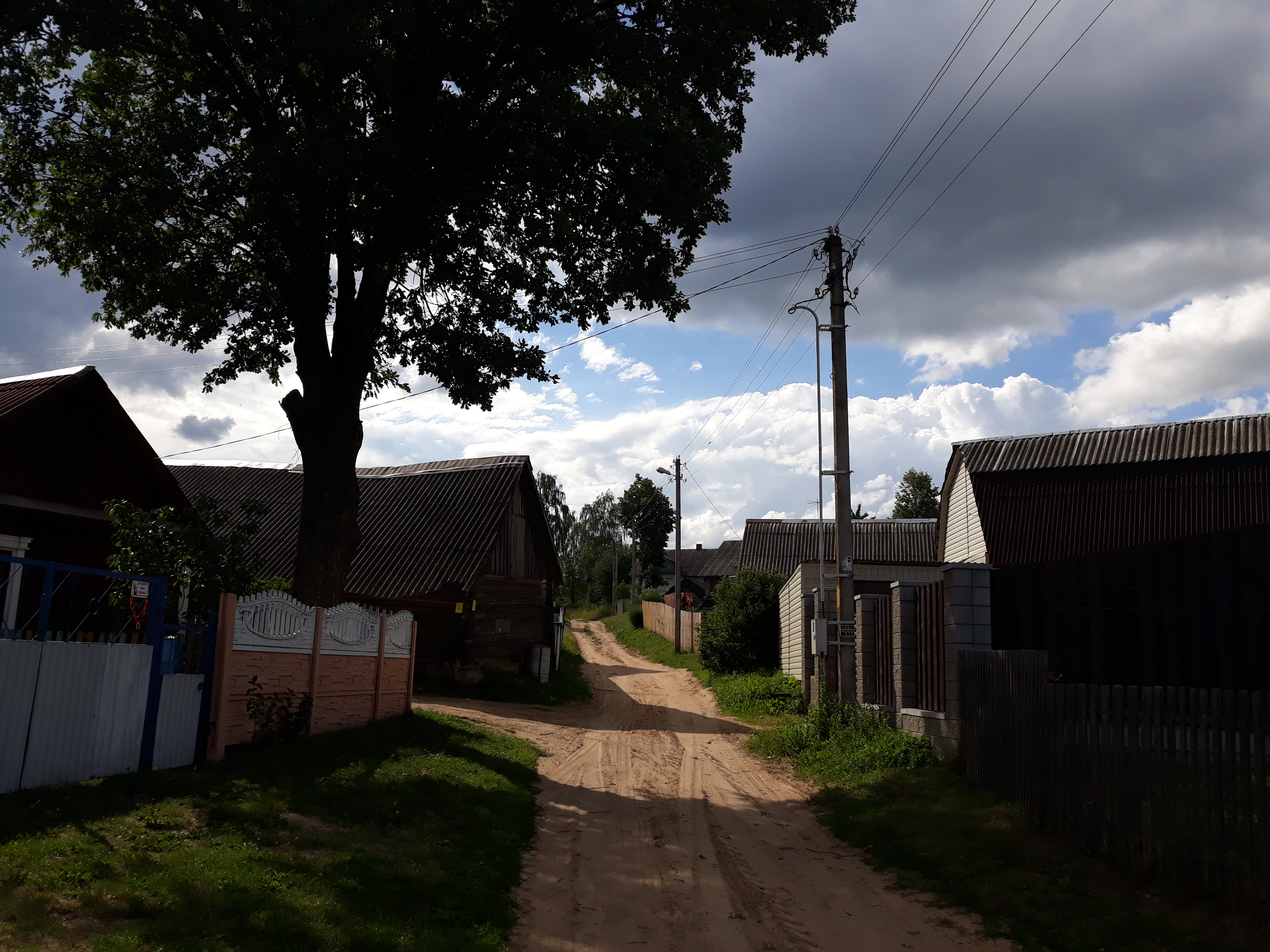
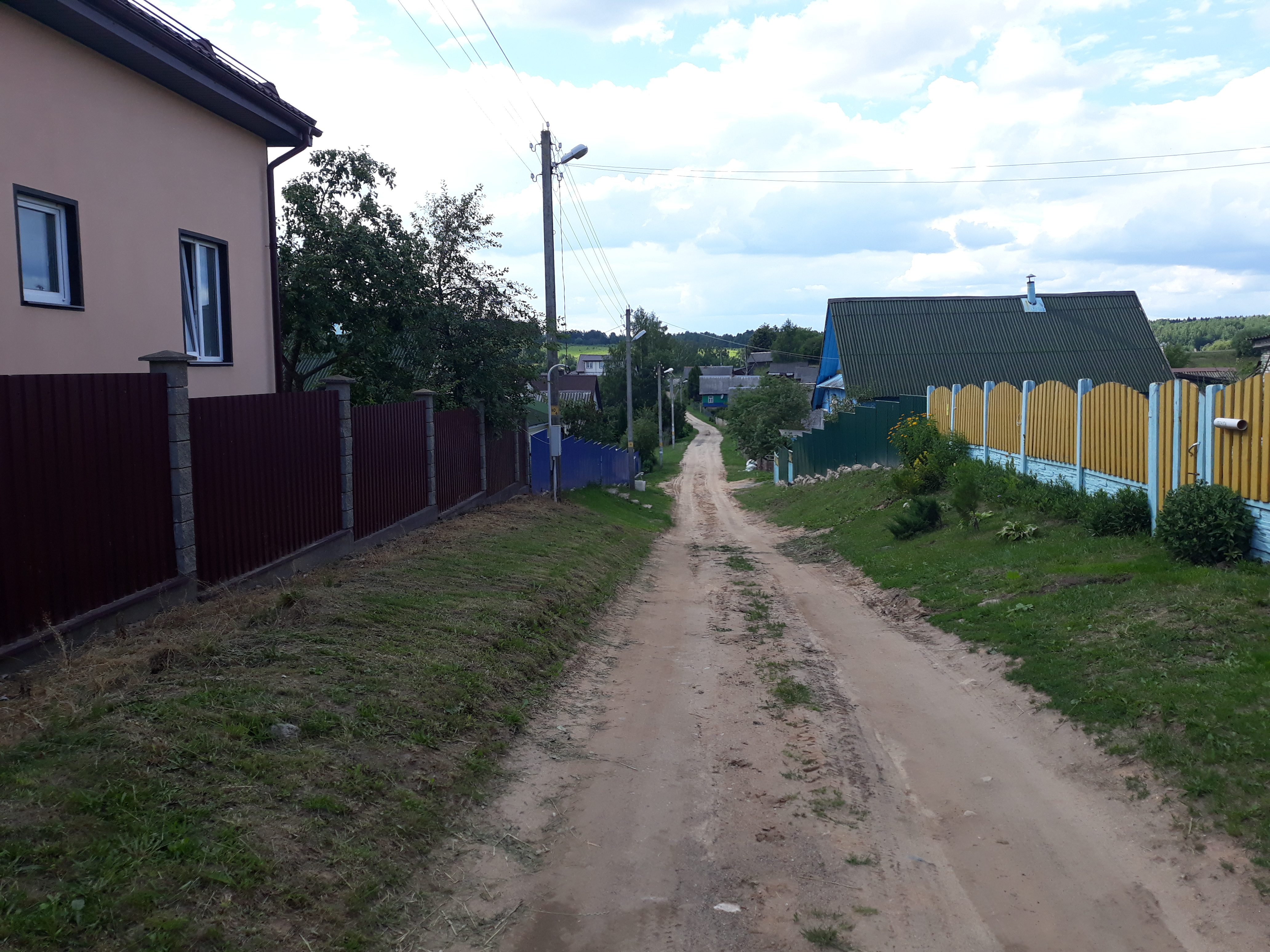
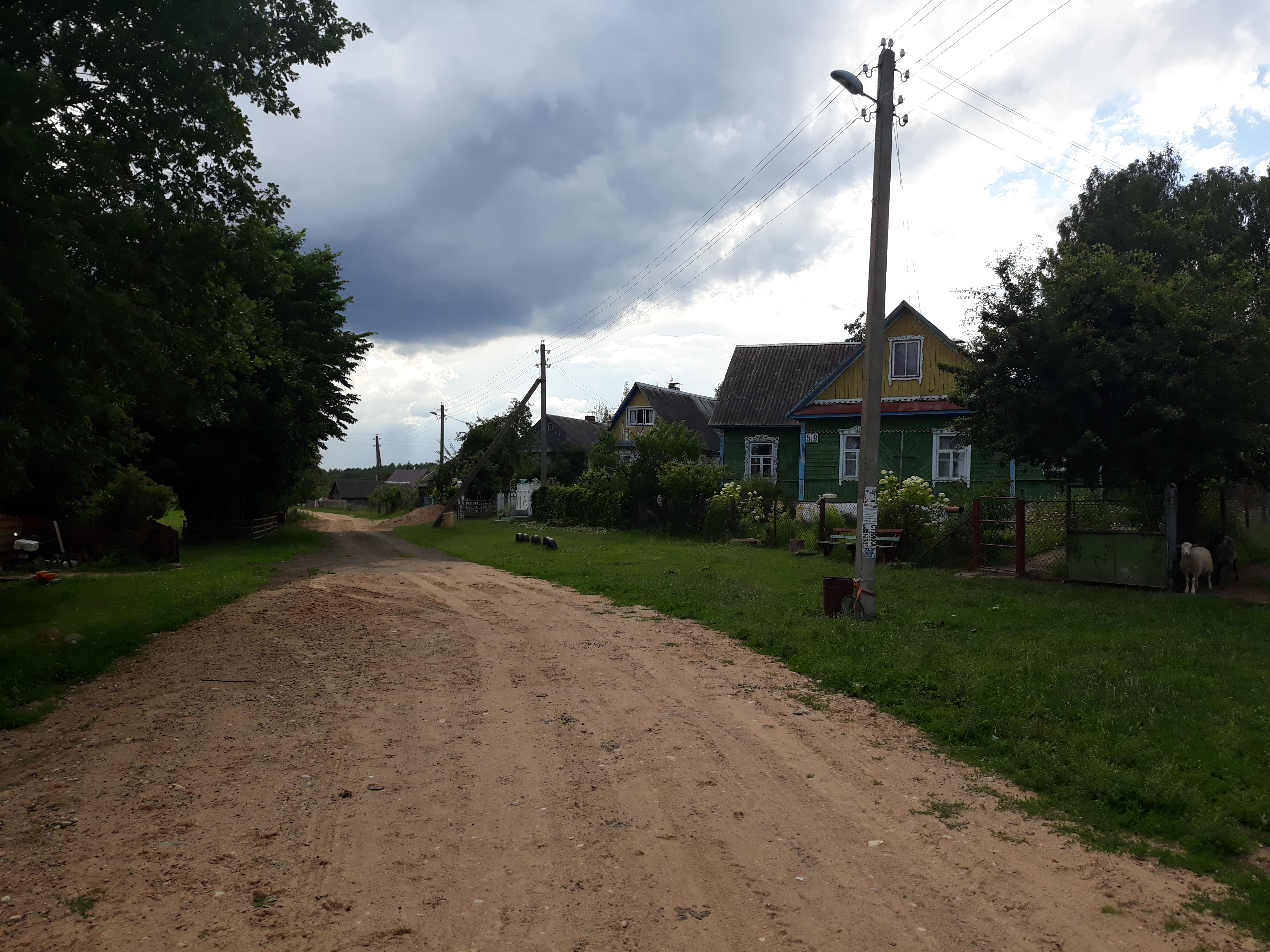

## Культура
- Дом культуры
- Библиотека